# Senhorio de Cuzcatlán
O Senhorio de Cuzcatlán ou Señorío de Cuzcatlán (em espanhol) foi uma nação pré-colombiana do período pós-clássico que se estendia desde o Rio Paz até o Rio Lempa, ou seja, a maior parte da área ocidental e central de El Salvador. Era a nação do povo pipil .
Atualmente não restaram códices que nos falem sobre a história desta nação, mas cronistas espanhóis, mexicanos e estadunidenses como Juarros, Palacios, Lozano, Marroquín, Herrera, Thompson, etc., nos revelam que em algum momento existiram códices; além disso, escreveram o que diziam e fizeram comparações com outras nações nahua do pós-clássico, demonstrando que este domínio foi fortemente influenciado pelos toltecas e astecas, permitindo conhecer melhor esta nação .